# 乔治·华莱士1963年就职演说

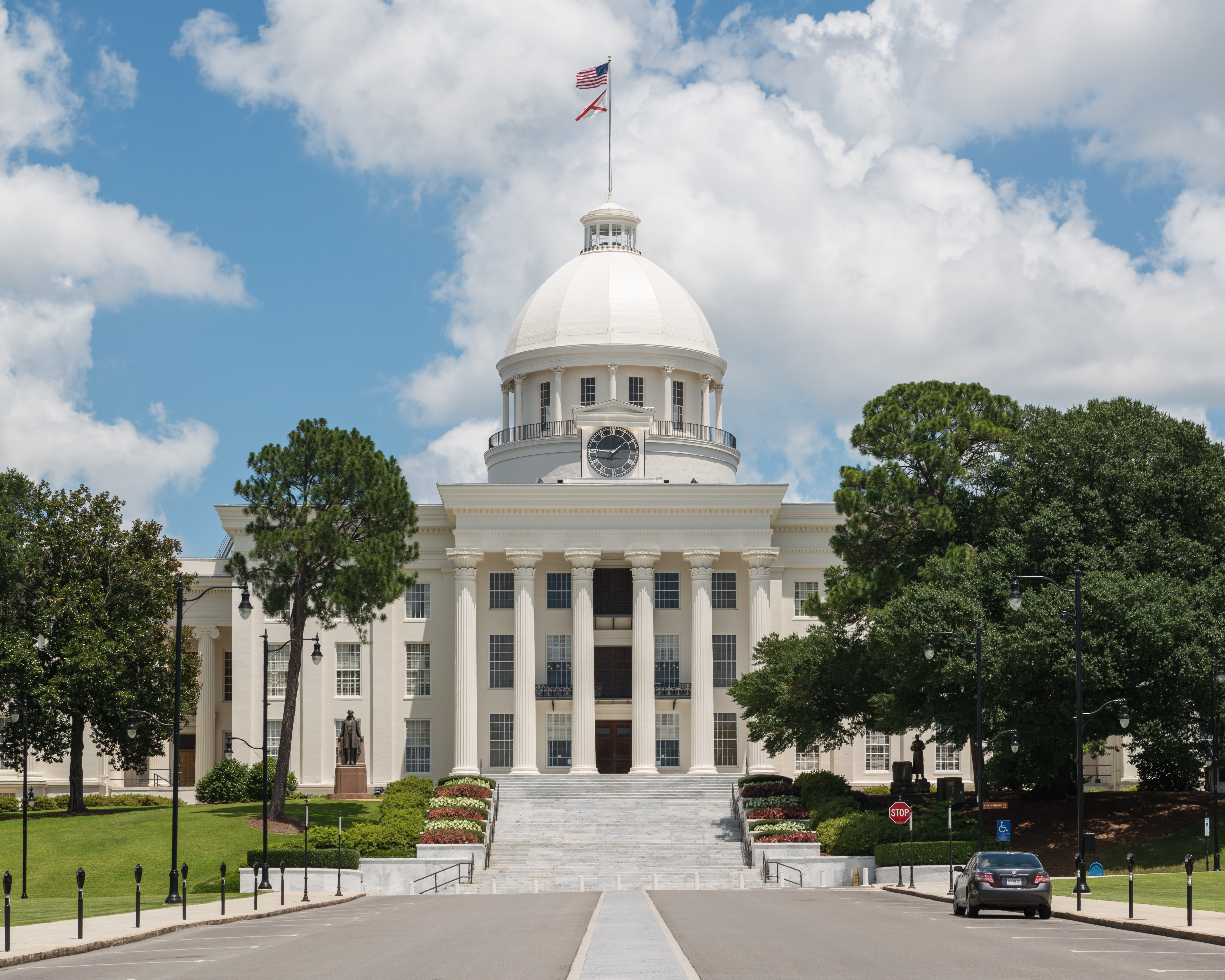
阿拉巴马州议会大厦

美國政治人物乔治·华莱士在1962年当选阿拉巴马州州长后于隔年發表就職演説。華氏時为堅定的種族隔離主義者，同時强調各州州權的不可侵犯性。基於上述立场，華氏任内對聯邦政府試圖在阿拉巴馬州内公立學校、政府機構實施禁止種族隔離法律提出挑戰。在該演講中最著名的一句話，即“種族今天隔離、明天隔離、永遠隔離！”（Segregation now, segregation tomorrow, segregation forever!）更成爲反民權運動與對抗美國聯邦一體化的標志性口號。

## 背景

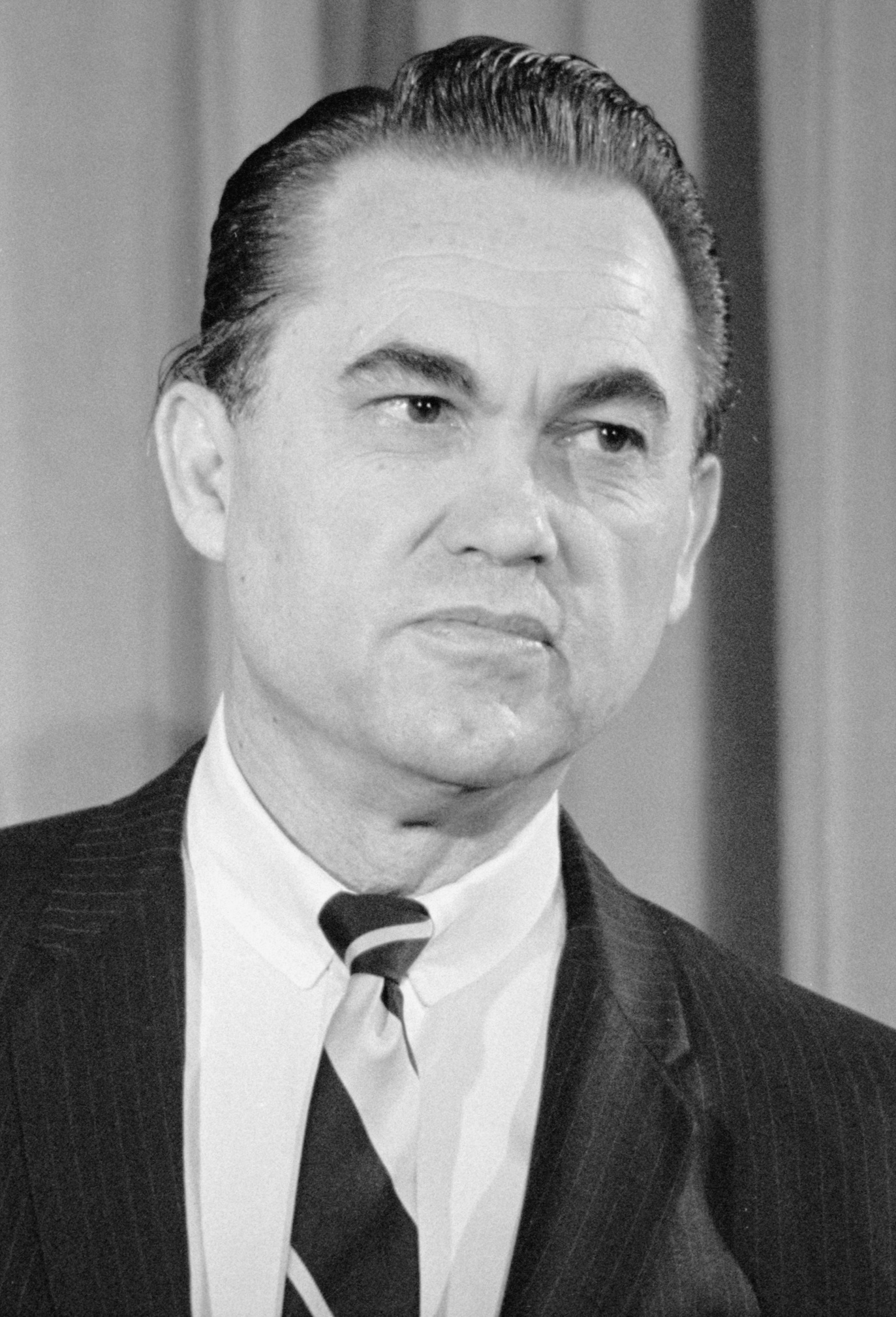
乔治·华莱士

乔治·华莱士在1958年首次竞选州长之前任職阿拉巴马州众议院议员，后任第三司法巡回法院法官。華氏支持種族隔離政策，但被視作是溫和派，也與阿拉巴馬政壇中的自由主義者和進步派常有來往。在1958年阿拉巴馬州州长選舉中，華萊士公開反對3K黨，使他得到全国有色人种协进会的支持（相較於其他候選人，華萊士在該議題上屬相對溫和中間派）；而其對手约翰·帕克森則接受3K黨支持，并在競選中著重宣揚種族問題。
需注意的是，前几任阿拉巴马州州长都以溫和派或中間路綫立场當選。然而，當時民權運動風起雲湧，1955年發起的抵制蒙哥马利公交车加劇了阿拉巴馬州部分選民的“危機感”，因此帕特森在該次選舉中以較大優勢獲勝。在華氏競選失敗后，他認定必須轉變其現有的政治立場才能贏得選民的認可。據信，當時他與一位官員説到“我輸給了帕特森，但我現在要告訴你，我不會再輸”。

## 當選
華萊士對於種族問題的立場轉變在1959年開始變得明顯，他是當時唯一一名拒絕联邦委员会移交选举登记记录的地方巡回法院法官（該聯邦委員會調查選舉中是否存有歧視問題）。華萊士因該事件曾因涉藐視司法而面臨入獄風險，最終他選擇公佈相關文件；即使他的違命使其聲名狼藉，卻也標志著他對種族隔離問題轉向激進。华莱士于1962年竞选州长时，更將反對有色人種登記投票的主張納入政綱。
在該次選舉中，華氏將失業率、犯罪率上升以及各州因種族問題引發的騷亂問題全部歸咎於聯邦政府試圖將“一體化的魔爪”伸入各州州内。華氏竞选团队聘請阿拉巴馬州3K党分部组织创始人阿萨·卡特為競選演講撰稿者，但因后者曾涉入種族暴力事件，他的角色在整個競選過程中一直并不被强調；不過他确实成爲華式團隊中的得力幹將，成功營造了一種“結合創新、熱血與强硬的競選風格”。之後的事實也證明，華萊士的演講在其支持者中廣受歡迎。該團隊政綱與强硬支持種族隔離的作風引起了阿拉巴馬州選民的强烈共鳴，更在之後以創下歷史新高的得票率當選。
在華氏當選之後，他表示將實現競選承諾，反對廢除種族隔離。在他當選后，卡特特意花了幾周的時間為他的就職演説著墨潤色。於1963年1月14日，華氏在宣誓就职后於阿拉巴馬議會大廈前發表演説。此處正是美利堅聯盟國總統杰斐逊·戴维斯就職之地；華萊士在該演説中特別指出這點，以凸顯其「南方保守派民主黨人」的身份。
在該次演講中，新任阿克拉巴馬州州長喬治·華萊士宣佈：
我以行走于此地之偉大人民的名義，在飛揚的尘埃中划出界线，向那暴政的脚邊投下戰書，我將對他說：種族今天隔離、明天隔離、永遠隔離！
In the name of the greatest people that have ever trod this earth, I draw the line in the dust and toss the gauntlet before the feet of tyranny, and I say segregation now, segregation tomorrow, segregation forever.——喬治·華萊士，《1963年阿拉巴馬州州長就職演説》
在演说发表之后，华莱士清楚地認知到他的言论必将被铭记。其提到的“暴政”是對美国联邦政府试图在各州推行一体化政策的蔑称。华氏巧妙地将“种族隔离”的议题列各州州权的一部分，从而避免了是否涉嫌种族歧视的争议。他认为，联邦政府试图在全国范围内废除种族隔离的尝试，是对各州州权的压迫，剥夺了阿拉巴马州人民的权力。在其担任州长期间，他的政治立场受到全国范围内的关注，其持续将“种族隔离”强调为“州权”，将联邦政府的一体化政策视作是“对南方各州的强压”。
在该次演说中还提出了諸如“种族文化之间的差异就如同宗教、政治之间的分歧”之類观点。华氏认为，各个种族皆有权选择待在自己的文化圈之中，不与其他种族融合；就如每人皆可坚持自己的宗教信仰或政党般。他声称，“美国国父们所坚持的自由”便是“各种族都有在自己的框架内都有教育、指导以及发展的自由，可向不同种族的其他人要求和接受应有的协助”。

## 反响

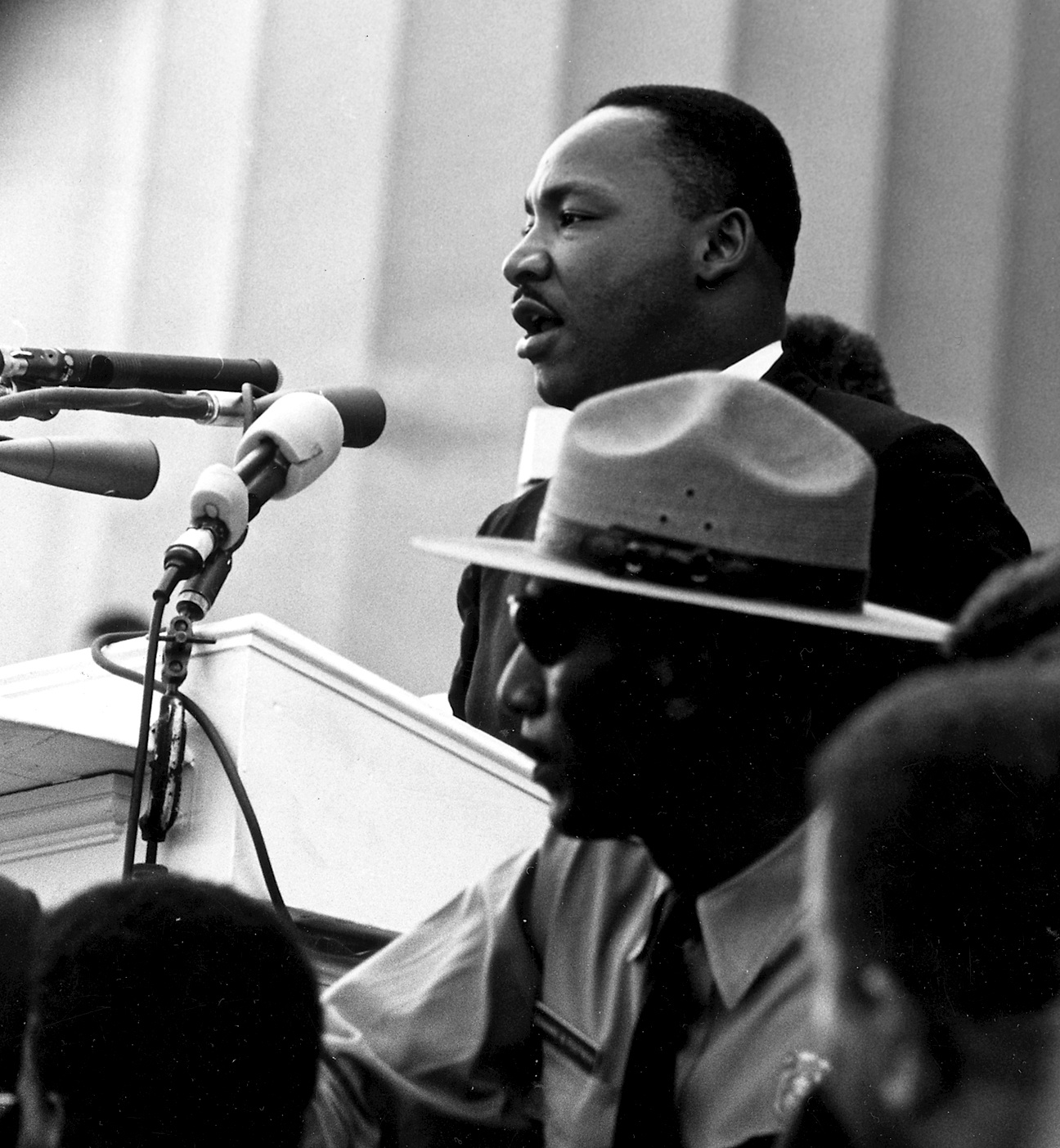
馬丁·路德·金在華盛頓林肯紀念堂演講《我有一個夢想》

华莱士凭借此具有“种族主义与捍卫州权”色彩的演讲，成功为其巩固了在阿拉巴马州的民意支持，也让他登上全国各大传媒的头条; 《纽约时报》、《时代周刊》和《新闻周刊》皆有报道就职演说  在他任职的一年内，华莱士声望持續增长，直至1963年秋天，顺势宣布参加1968年美国总统选举。
尽管广受支持者的欢迎，华莱士在演讲中表达的政治观点引起了民权运动人士的批评，同时也有一些人认为以直接反对联邦政府为策略的做法并不可行。阿拉巴马州司法部长里士满·弗劳尔斯就警告，如果对联邦政府公然违令“只会为这个国家带来耻辱”。  也有不少商业人士担忧“这群阿拉巴马州的政客正试图将这个南方州份的形象描绘称一个‘反动、叛乱、支持暴行与充斥着偏执、偏见和落后’的地方”。
许多支持废除种族隔离的人士认为华莱士的演说充斥着“无可辩驳的种族主义”与“蛊惑人心” 知名的民权运动领袖约翰·刘易斯后来回忆道“当我那天听完这演讲之后，我的心便沉了下去。我知道他所谓的‘捍卫州权’实质上就是为维持阿拉巴州现状的一种话术”1963年年底，多位民运人士发起示威游行，高呼“华莱士，你不可能将我们永久地禁锢住”并坚信“种族隔离必将倒下”。
美国牧师、社会运动者，马丁·路德·金博士为了驳斥华莱士的论点，于1963年前三个月连续到16个不同的城市发表演说，他认为必须采取行动以反对种族隔离。 该年年底，马丁·路德·金在林肯纪念堂前，向数万民权运动者发表了著名的“我有一个梦想”演说。在那次演讲中并没有直接提到华莱士的名字，但特别提到了“我梦想，那充满种族歧视者的阿拉巴马州及其政府能不再介入种族，以使黑人的权益无效。我希望有朝一日，阿拉巴马州能让黑人的孩子和白人的孩子情同手足，携手共进！”。
马丁·路德·金在两年后的1965年特别选在阿拉巴马州议会大厦前发表演讲，直接回应华莱士所谓“种族今天隔离、明天隔离、永远隔离！”，他宣称“我相信能确定，种族隔离必将在阿拉巴马州不复存在；而我唯一不确定的，就是华莱士及那群种族隔离主义者的葬礼是什么样的”。

## 最终
曾采访华莱士的传媒记者鲍勃·英格拉姆回忆道，当前者第一眼看过演说中的“种族今天隔离、明天隔离、永远隔离！”，便高兴的对卡特说“我对这句话很是喜欢，我必将用它” 然而，华莱士本人却在其晚年改变了自身对种族隔离的看法，并表示他对说出这句“名言”感到悔恨：
我其实并未曾写过“今天隔离、明天隔离、永远隔离”之类的文字，那并不是我写的。我在那篇为我写的演讲稿中看到了这些文字，打算越过。但当我发表演讲时，我却不假思索地读了出来。而我一生都在后悔。——乔治·华莱士